# Howie Shear
Howard „Howie“ Shear (* 5. August 1954; † 27. Juni 2023 in North Hollywood) war ein US-amerikanischer Jazzmusiker (Trompete, Arrangement, auch Komposition).

## Leben und Wirken
Shear erwarb 1975 den Bachelor in Musikpädagogik an der State University of New York at Fredonia (SUNY Fredonia), 1977 den Master of Music mit Hauptfach Jazz Studies an der Eastman School of Music, um 2002 an der University of Southern California zu promovieren. Er studierte Trompete bei James F. Burke, Raymond Crisara und Carmine Caruso. 1980 tourte er mit der Woody Herman and His Orchestra als Hauptsolist.
Nach der Tournee zog Shear nach Los Angeles und arbeitete für den Rest seiner Karriere als Studiomusiker und Solist, u. a. mit Chuck Mangione, Tony Bennett, George Benson, Mel Tormé, The Temptations und The Spinners. Des Weiteren war er musikalischer Arrangeur und Haupttrompeter der Joan Rivers Late Night Show; er spielte auch in vielen Shows im Ahmanson Theater und weltweit auf Jazzfestivals. Neben seiner Tätigkeit als Arrangeur und Produzent von Jazzaufnahmen leitete Shears seine eigenen kleinen Ensemble-Jazzgruppen. 2003 legte er unter eigenem Namen das Album Bopliography (Blue Hawk) vor.  Im Bereich des Jazz war er laut Tom Lord zwischen 1977 und 2004 an zwölf Aufnahmesessions beteiligt, etwa mit der Emil Palame Big Band, Jeff Berlin, Johnny Clegg, Dave Ferries, Juice Newton und Roy Wiegand, zuletzt mit Terry Gibbs (52nd & Broadway: Songs of the Bebop Era).
Shears Aktivitäten im Bereich der klassischen Musik umfasste Blechbläserquintette und Chöre, Sakralwerke und Solo-Arbeiten in den Studios. Als Pädagoge unterhielt er ein aktives privates Studio und war Dozent für Jazztrompete an der California State University in Northridge und am Los Angeles College of Music. Er unterrichtete außerdem an Schulen, Konferenzen und Festivals, schrieb Artikel, Lehrwerke wie Jazz Etudes for the Trumpet player und hielt Vorträge. Shear war an dem Tourette-Syndrom erkrankt.